# Lijst van nationale parken in Letland
Letland heeft vier nationale parken:
| Naam    | Historische regio  | Gemeente                                                                                     | Stichting | Grootte (km²) | Foto |
| ------- | ------------------ | -------------------------------------------------------------------------------------------- | --------- | ------------- | ---- |
| Gauja   | Vidzeme            | Cēsis, Sigulda, Burtnieki, Līgatne, Inčukalns, Krimulda, Amata, Priekule, Pārgauja, Beverīna | 1973      | 917,45        |      |
| Ķemeri  | Semgallen, Vidzeme | Engures, Babīte, Tukums, Jelgava, Jūrmala                                                    | 1997      | 406,92        |      |
| Rāzna   | Letgallen          | Rēzekne, Ludza, Dagda                                                                        | 2007      | 596,15        |      |
| Slītere | Koerland           | Dundaga                                                                                      | 1999      | 163,6         |      |

Verder heeft het land 1 biosfeerreservaat, 4 natuurreservaten en 24 natuurparken.